# Drago cinese

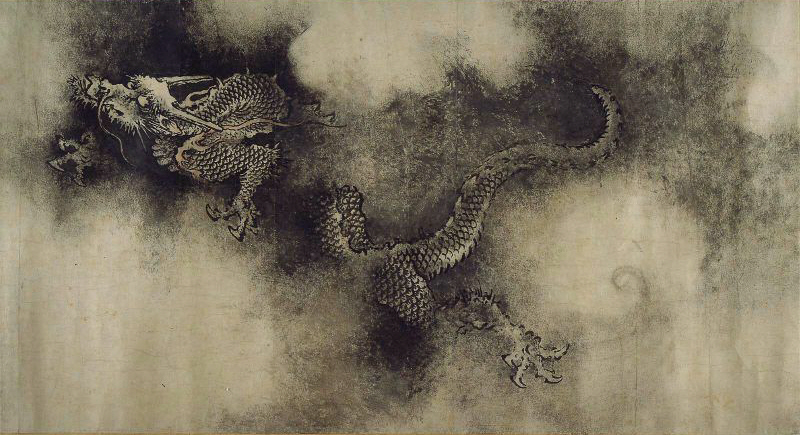
Dettaglio della Pergamena dei Nove Draghi, opera di Chen Rong, a. 1244 (Dinastia Song)

Il drago cinese (zh. 龍T, 龙S, LóngP) ricopre un ruolo egemone nella mitologia cinese in generale. Il drago cinese è l'incarnazione del concetto di yang, lo spirito fecondo e creatore, maschile, e rappresenta in quanto tale anche il lignaggio genetico familiare (similmente al genius, lo spirito della famiglia dell'antica religione romana, che negli altari privati era rappresentato da un serpente). Secondo René Guénon è il simbolo estremo-orientale del Logos (la regola cosmica, il Tao nella tradizione cinese).
Nella sua raffigurazione standardizzata, il dragone cinese è un animale colossale (talune incarnazioni pantagrueliche lo vorrebbero lungo fino a cento chilometri), avente corpo di serpente, quattro zampe di pollo, testa di coccodrillo, baffi simili a quelli di un pesce gatto, criniera e corna di cervo. La creatura raffigura dunque un miscuglio di tutte le specie animali.
 Sono state riconosciute almeno quattro teorie attendibili sull'origine del drago cinese che potrebbe derivare dal: serpente, alligatore cinese, tuono o da un più generico culto della natura. 
È stato per lungo tempo un simbolo di buon auspicio nel folclore cinese, in contrasto con il Drago Occidentale che ha invece sempre avuto, anche prima della diffusione del Cristianesimo, dei connotati negativi. Il drago è quindi la creatura portatrice di pioggia, nutrimento per le messi e gli armenti, e non il mostro distruttore sputa veleno/fuoco della tradizione occidentale. I cinesi pregano il drago nei momenti di siccità e lo consideravano il padre della loro civiltà. Il drago era inoltre simbolo dell'imperatore cinese e si riteneva che, al momento della morte, l'imperatore stesso rivelasse la sua vera natura di drago liberando il proprio spirito di drago ora svincolato dalle catene terrene e libero di ascendere al cielo e/o vigilare sulla città.
I dragoni cinesi si riproducono fecondando una perla (nelle loro raffigurazioni, la tengono spesso nelle fauci), che in seguito si schiudeva dando alla luce un nuovo drago.
Questa perla o gemma era l'essenza dello spirito del drago.
La controparte femminile del drago cinese è la fenghuang, ossia la fenice cinese.

## Simbologia

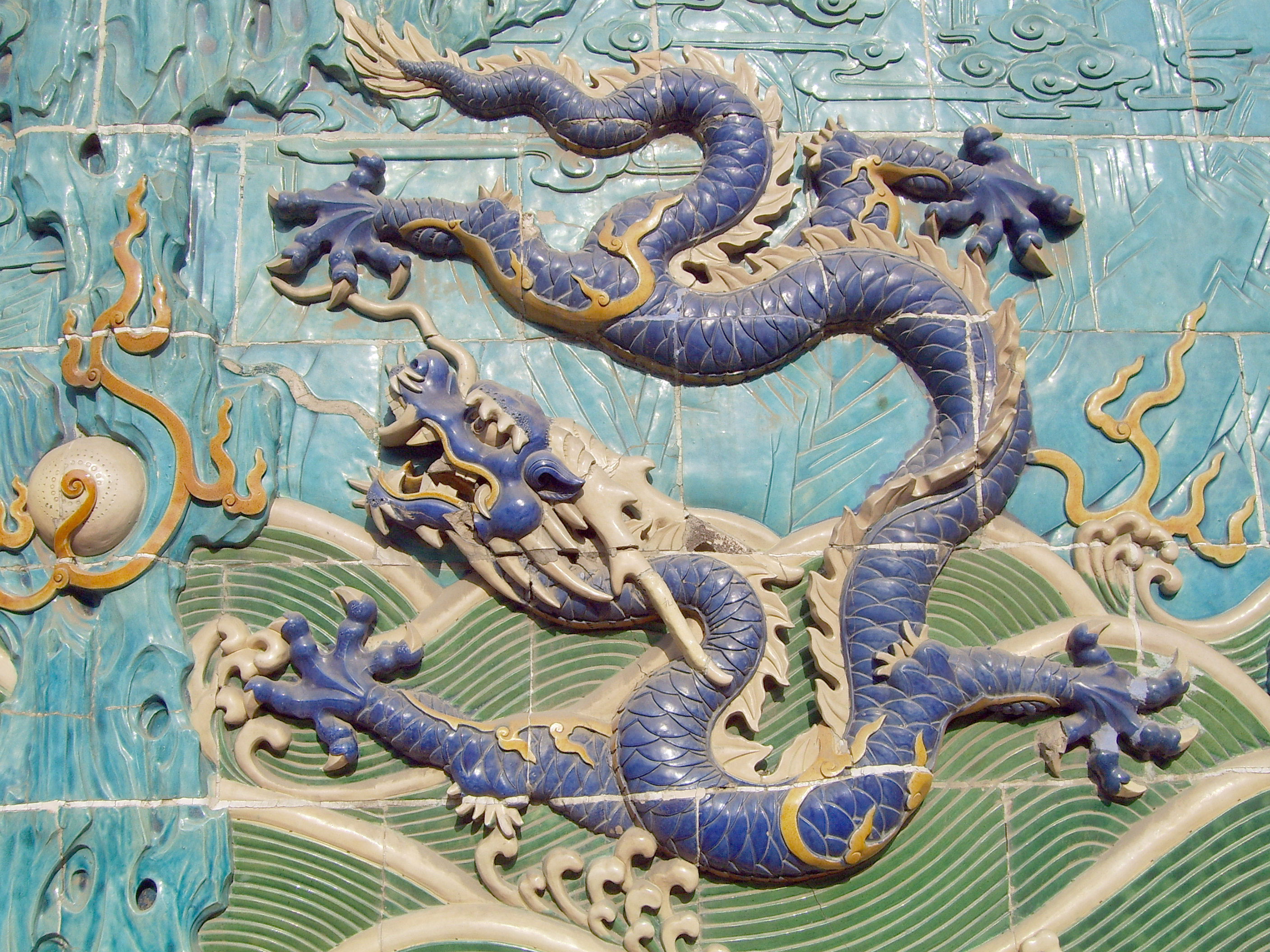
Drago in bassorilievo di piastrelle di ceramica

La figura del dragone ha legato le sue fortune a quelle dell'Impero cinese sin dal XII secolo a.C.. Già al tempo della Dinastia Zhou, infatti, il dragone unghiuto venne associato alle caste dominanti siniche: cinque dragoni simboleggiavano il Figlio del Cielo, quattro i suoi nobili (gli Zhuzhou) e tre dei suoi burocrati/ministri (i dai fu). Con la Dinastia Qing il dragone singolo passava a simboleggiare il popolo dell'Impero in sé e non più talune sue caste divenendo simbolo nazionale raffigurato sulle bandiere.
Ancora oggi, i cinesi indicano sé stessi come "Discendenti del Drago" ( 龙的传人 cinese semplificato; 龍的傳人 cinese tradizionale), seppur la creatura mitologica sia oggi abbastanza in disuso quale simbolo ufficiale della Cina moderna. I motivi di questa controversa situazione sono molteplici. In via non ufficiale, il dragone è a pieno titolo considerato il simbolo della Repubblica popolare cinese tanto quanto della Repubblica di Cina, per non parlare poi di Hong Kong che ha nel dragone una parte fondamentale del suo brand. Importante anche ricordare che, a partire dagli anni settanta, le popolazioni dell'Asia Orientale hanno codificato la scelta di un "animale nazionale" ed i cinesi, proprio in quel periodo, hanno ribadito la loro scelta del dragone (là dove i tibetani scelsero la scimmia ed i mongoli il lupo). Precise scelte di strategia comunicativa hanno però spinto la classe politica cinese ad accantonare il drago nella grafica pubblicitaria del loro Stato per evitare di veicolare messaggi erronei o allarmanti agli Occidentali, per i quali la figura del dragone ha valenze prettamente bellico/negativi e non benevolo/propiziatorie. La scelta incontrò però la netta disapprovazione della popolazione.
Nella cultura popolare cinese attuale, il dragone è uno stilema decorativo molto ricorrente. Notevoli sono state le sue fortune nel campo sub-culturale dei tatuaggi, fenomeno osservabile anche per la controparte nipponica del long, il ryū.

## Drago Cinese e Drago Orientale: varianti "geografiche"
Il Drago Cinese, complice il ruolo egemone svolto per secoli dalla cultura cinese nei confronti delle altre culture dell'Asia Orientale, funse in buona sostanza da modello per lo sviluppo di figure simili nella mitologia e nel folklore di quelle culture che coabitarono e/o si scontrarono/incontrarono con il blocco culturale sinico. Un po' più problematico è invece stabilire la correlazione tra il dragone sinico ed i Nāga del Subcontinente indiano. Le creature serpentiformi semi-divine dell'Induismo, più una vera e propria razza pre-umana di abitatori della Terra che delle "creature" senzienti, spartirebbero infatti con il long solo una leggera similitudine estetica (caratteristica tipica dei nāga è l'assenza delle zampe e la pluri-cefalia, attributi questi carenti al dragone cinese) ed il comune habitat marino-lacustre.

### Drago giapponese
Il Drago del Sol Levante è, tra i vari draghi asiatici, il più simile al modello cinese. Unica apprezzabile differenza tra il Nihon no ryū (日本の竜) ed il long è la zampa d'uccello dotata di soli tre rostri nella creatura nipponica.

## Miti e leggende
Allo stato attuale, i reperti archeologici più antichi attestanti l'esistenza della figura mitica del drago nella cultura cinese datano al Neolitico. Nello specifico, si tratta di una statua attribuita alla Cultura di Yangshao (5000-3000 a.C.) dello Henan e dei distintivi di grado a spirale in giada, decorati in foggia serpentiforme, attribuiti alla Cultura di Hongshan (4700-2900 a.C.), gli zhūlóng. Proprio queste suppellettili a spirale richiamanti la forma del serpente ma con testa chiaramente non ofidea funsero, presumibilmente, da tramite per: (a) lo sviluppo dei successi amuleti di giada draghiformi della Dinastia Shang (ca. 1600-1046 a.C.), codificando così la forma del dragone dal lungo corpo di serpente che appare nei primi testi cinesi; e (b) lo sviluppo dell'ideogramma indicante appunto il dragone.
In Cina come in Occidente, il rinvenimento di fossili di dinosauro e/o di paleofauna alimentò, nel corso dei secoli, il mito del drago. Lo scrittore Chang Qu (IV secolo a.C.), per esempio, menziona il rinvenimento di "ossa di drago" nel Sichuan. Questi reperti non vennero però semplicemente conservati come reliquie dai cinesi, un aspetto questo della "cultura archeologica" occidentale, ma divennero oggetto di vere e proprie raccolte sistematiche per un loro riutilizzo nella formulazione di ricette della medicina tradizionale cinese. Una pratica ancora oggi diffusa, nonostante le invettive della comunità scientifica.
Interessante inoltre osservare che, oggi, la parola utilizzata dalla Lingua cinese per indicare i dinosauri, kónglóng (恐龍), significa, letteralmente, "drago terribile" e non "lucertola terribile" come invece vale per gli Europei. Più specificatamente, specie autoctone di dinosauri rinvenuti in Cina vedono spesso il suffisso "-long" divenire parte integrante del loro nome. Eclatante è il caso dei Draghi-Dormienti, i mèilóng (寐 龙 ), rettili preistorici fossilizzatisi in gruppi, probabilmente colti nel sonno da veleno aereo, tutti accovacciati e ripiegati su sé stessi a disegnare grandi anelli/spirali.
Analizzare le origini del mito del drago in Cina è cosa abbastanza complessa.

Il rinvenimento dei mèilóng diede adito a supposizioni circa un loro presunto rinvenimento da parte di abitanti dell'Antica Cina che ne avrebbero fatto lo spunto per lo sviluppo dei loro bracciali di giada. D'altro canto, in Cina come altrove, si tende a supporre che la figura del drago sia stata assemblata mescolando caratteristiche fisiche di vari esponenti della paleofauna locale. Il naturalista He Xin ha perorato la causa di una derivazione del lóng dal Crocodylus porosus, il rettile vivente di maggiori dimensioni, o, meglio ancora, da qualche suo progenitore di maggiori dimensioni (varie sono le specie di Crocodylomorpha di dimensioni ben maggiori rispetto alle specie attuali datate al solo Cretaceo: es. il Deinosuchus dell'America Settentrionale o il Sarcosuchus africano). L'accostamento drago-coccodrillo sarebbe principalmente dovuto allo stretto legame del lóng con l'acqua, suo habitat privilegiato nonché elemento da lui controllato. Il dragone portatore di pioggia sarebbe così una trasposizione delle capacità "meteorologiche" di coccodrilli/alligatori, capaci di percepire l'arrivo delle perturbazioni perché sensibili ai cambi di pressione dell'aria. Il binomio dragone-coccodrillo sarebbe poi confermato da quelle fonti storiche riportanti memorie di scontri tra eroi-salvatori e draghi infestanti corsi d'acqua: tale, per esempio, il caso del guerriero Zhou Chu, al tempo della Dinastia Jìn (265-420), riportato nel Shishuo Xinyu.
Un altro approccio al problema delle origini del lóng predilige un'interpretazione più antropologica, tendente a leggere nella figura del dragone un esempio tangibile del sincretismo caratterizzante l'origine dell'Impero cinese, formatosi da un amalgama di popoli e tradizioni culturali. Il lóng sarebbe dunque un miscuglio di vari animali totemici, frutto dell'unione tra diverse tribù, cominciata con divinità leggendari come Nüwa (女媧) e Fuxi (伏羲), molto simili ai Nāga  dell'India. Meglio ancora, una chiave di lettura vorrebbe il dragone frutto di una contaminatio araldica sull'originario modello del serpente che funse da stemma di Huang Di (黃帝), l'Imperatore Giallo, da lui arricchito con attributi araldici sottratti agli stemmi dei nemici sconfitti: le corna del cervo, le zampe dell'aquila, ecc.

### La creatura mitologica
Lo storico Wang Fu, vissuto al tempo della Dinastia Han, testimoniò ai posteri l'esistenza di nove differenti caratteristiche che, nel loro insieme, danno al dragone cinese la sua identità:
(Wang Fu)
Altre fonti forniscono differenti rassomiglianze tra le parti anatomiche della creatura e quelle di altri animali. Il sinologo Henri Doré ha codificato l'autentico dragone cinese come dotato di: corna di cervo, testa di coccodrillo, criniera di un leone, occhi di demone, collo di serpente, pancia di tartaruga, artigli di falco, palme di tigre, orecchie di vacca. Peculiarità della creatura è poi quella di utilizzare, quale organo sensoriale uditivo, le corna e non le orecchie che sono prive di tale capacità.
Ultima peculiarità anatomica del dragone era la presenza di una perla sotto al suo mento.
Il drago cinese era dunque un amalgama di parti anatomiche provenienti da altri animali tanto quanto la chimera e la manticora della mitologia greca ma mancava della loro natura poliedrica. Il lóng aveva infatti un aspetto omogeneo e conciso, là dove, invece, la chimera greca ostentava l'evidenza della sua eterogeneità.
Un'altra chiave di lettura dell'eterogenea natura estetica del drago cinese si rifà allo zodiaco e presenta la creatura come una mescolanza di attributi tipici alle altre undici bestie zodiacali cinesi. Il lóng sarebbe dunque dotato dei baffi del topo, del cranio e delle corna del bue, degli artigli e delle zanne della tigre, della pancia del coniglio, del corpo di un serpente, delle zampe di un cavallo, della barba di una capra, dell'arguzia della scimmia, della cresta del gallo, delle orecchie del cane e del muso di un maiale.
Scarse ma comunque presenti le raffigurazioni del lóng con ali di pipistrello, attributo tipico del demone nell'arte del Celeste Impero. Importante a questo punto ricordare che la mitologia cinese (i miti d'Oriente in generale) svincola le capacità aeronautiche del dragone dalla presenza di ali, là dove, invece, la mitologia occidentale segna una netta differenza tra i draghi vermiformi (v. Serpente-Ariete celtico) ed i draghi dotati di ali (v. Viverna) e quindi volanti.
Creatura sostanzialmente benevola, il dragone aveva 117 scaglie, delle quali 81 yang (positive) e 36 yin (negative). La perla stessa, attributo tipico del dragone, era simbolo di prosperità, ricchezza e buona sorte. La creatura acquisiva valenza negativa là dove la sua furia andava a simboleggiare l'aspetto distruttivo e non più unicamente benefico dell'elemento acqua: alluvioni, maremoti e tempeste. Questa accezione distruttivo-malvagia, in disaccordo rispetto all'originale natura positiva, della creatura "drago" si dovette all'intromissione del buddhismo nella cultura della Cina.
Oltre alla capacità di volare, la natura sovrannaturale del dragone si manifesta in una variegata serie di altri poteri mistici. Il lóng è creatura muta-forma: può trasformarsi in un baco da seta tanto quanto ingigantirsi sino a divenire grande quanto l'universo stesso. La sua affinità con l'elemento acquatico gli permette di immergersi tra i flutti tanto quanto di acquattarsi tra le nuvole. Meglio ancora, il dragone sarebbe capace di trasformarsi in acqua, originare fenomeni meteorologici come la pioggia, mimetizzarsi con l'ambiente circostante sino a divenire invisibile.
Nel folklore cinese, si ritiene che l'effigie del dragone debba sempre essere rivolta verso l'alto. Sarebbe infatti di cattivo auspicio rivolgere la creatura verso il basso, verso la terra, quasi si volesse precluderle la possibilità di spiccare il volo per librarsi verso i cieli. È poi credenza diffusa che il ricorso al lóng quale proprio stemma sia da intendersi come arma a doppio taglio: simbolo di potenza, la creatura può essere usata come simbolo solo da chi è sufficientemente potente da domarne il sovrannaturale potere (non a caso, il dragone è simbolo dell'Imperatore cinese). Un debole verrebbe infatti consumato dalla forza stessa del drago di cui vuole servirsi come stemma. Simili considerazioni valgono, al giorno d'oggi, per i cinesi, soprattutto membri di organizzazioni criminali (v. Triade), che decidono di marcare il proprio corpo con il dragone tramite tatuaggio.

### Dragoni, acque e fenomeni atmosferici
Come anticipato, il lóng aveva un fortissimo legame con l'elemento acquatico, sia nelle sue manifestazioni tangibili (laghi, fiumi, cascate) sia nelle manifestazioni atmosferiche (tornado, trombe d'aria originatesi sopra specchi d'acqua, ecc.).
In questa sua incarnazione dello spirito elementale, il dragone è però raffigurato quale creatura antropomorfa più che bestiale. Il lóng diventa dunque un umanoide con paludamenti regali, conservante solo la testa della creatura mitologica, testa ornata da una corona. Da ciò trae origine il mito dei "Re Dragoni" che presiedono i quattro mari della Cina: il Mare dell'Est (Mar Cinese Orientale), il Mare dell'Ovest (Mar Giallo), il Mare del Sud (Mar Cinese Meridionale) ed il Mare del Nord (Lago Baikal). Divinità potenti e largamente adorate, questi sovrani dalla testa di drago estendevano la loro influenza a tutti i fenomeni acquatico-atmosferici del loro regno di competenza. Sovente, in epoca pre-moderna, i villaggi cinesi prospicienti al mare o a grossi corsi/specchi d'acqua avevano templi dedicati al culto del locale Re-Dragone. Presso questi luoghi di culto si officiavano, in tempi di crisi idrico-correlata (siccità o inondazione), rituali di massa quali preghiere, sacrifici propiziatori, ecc., per cattivarsi il favore della divinità.
Il sovrano di Wuyue, durante il Periodo delle Cinque Dinastie e dei Dieci Regni (907-979), era noto con l'appellativo di "Re Dragone" per l'attenzione profusa nella promozione di opere idrico-ingegneristiche volte a controllare i danni prodotti dal capriccio delle maree.

### Simbolo del potere imperiale
Nel mito cinese, i primi autarchi che riunirono sotto il loro scettro l'ecumene del "Popolo dai capelli neri" erano legati alla figura del lóng. Yandi, monarca semi-leggendario della Cina proto-storica, sarebbe stato un ibrido uomo-dragone. Huang Di, il cui stemma era appunto un dragone, secondo la leggenda ascese al cielo nella forma di un dragone. Proprio per questa vicinanza degli ancestrali sovrani con i draghi, i Cinesi indicano sé stessi come "Discendenti del Drago". Parimenti, queste leggende spiegano il perché, sin dall'inizio, il lóng sia divenuto simbolo del potere imperiale in Cina salvo poi divenire, già al tempo della Dinastia Qing, simbolo della Cina stessa e del suo popolo.
La forma canonica del drago imperiale ritrae la creatura di colore giallo/oro con zampe munite di cinque artigli. Come simbolo, il lóng figurava sulle vesti del Figlio del Cielo, sui suoi stendardi e sugli edifici vicini alla sua persona: es. frequentissimo è l'uso del drago quale stilema decorativo nella Città Proibita di Pechino. Il trono imperiale cinese era chiamato, non a caso, "Trono del Drago".
Simbolo intimo dell'Imperatore, il lóng ne marchiava spesso anche le carni. Frequente è la menzione di segni draghiformi sul corpo dei rampolli della dinastia imperiale tanto quanto su quelli di usurpatori di successo.
Contestualmente al binomio Imperatore-Lóng l'Imperatrice ebbe quale suo simbolo distintivo la fenghuang.

### Persistenze moderne
Seppur sia diventato, al pari di altre creature mitologiche, un elemento grafico-decorativo della cultura mediatica moderna, il lóng conserva ancora un suo ruolo ben definito all'interno del folklore cinese. È ancora oggi molto persistente il mito dei Re Dragoni, celebrati durante il Capodanno cinese ed ancora oggetto di una velata venerazione in talune aree rurali della Cina.

## Descrizione e Tassonomia

### Tassonomia Neolitica
La più antica raffigurazione del dragone cinese è lo zhūlóng della Cultura di Hongshan, sviluppatasi in un territorio grossomodo sovrapponibile a quello dell'attuale Mongolia Centrale. Questo "Drago Maiale" era una creatura serpentiforme con un muso prognato molto simile a quello di un cinghiale. Da questo archetipo svilupparono, al tempo della Dinastia Shang, sia l'ideogramma lóng sia il dragone vero e proprio.

### Specie, sotto-razze eLóngdegni di nota
La letteratura e la mitologia della Cina Imperiale descrivono svariate tipologie di drago oltre al long propriamente detto. Il linguista Michael Carr analizzò ed attestò la presenza di oltre 100 nomi di draghi nella produzione letteraria dei "Classici cinesi". La quasi totalità di questi nomi presenta però sempre il suffisso "-long":
- Tianlong ((ZH) ), dragone celeste che sorveglia i palazzi delle divinità celesti e funge loro da mezzo di locomozione (spesso trainandone la biga). Con questo nome viene indicata anche la costellazione del Draco;
- Shenlong ((ZH) ), divinità del tuono raffigurata come un dragone con testa umana e stomaco in forma di tamburo;
- Fucanglong ((ZH) ), guardiano del mondo ctonio e dei suoi tesori, spesso associato anche ai vulcani;
- Dilong ((ZH) ), signore dei fiumi e dei mari;
- Yinglong ((ZH) ), dragone alato associato con i temporali e la pioggia, funse da cavalcatura a Huangdi nell'esecuzione di Chi You;
- Jiaolong ((ZH) ), dragone privo di corna, coperto di scaglie, signore delle creature acquatiche;
- Panlong ((ZH) ), dragone di lago incapace di ascendere al cielo;
- Huanglong ((ZH) ), dragone privo di corna simboleggiante l'Imperatore della Cina;
- Feilong ((ZH) ), dragone alato che corre sopra le nuvole e la nebbia; il nome designa anche lo pterosauro;
- Qinglong ((ZH) ), incarnazione del punto cardinale Est nella simbologia cinese del Si Ling, i "Quattro Animali";
- Qiulong ((ZH) ), contraddittoria definizione indicante sia un dragone con le corna sia un dragone privo di corna;
- Zhulong ((ZH) ), anche Zhuyin ((ZH) ) gigantesca divinità draghiforme di colore rosso, con corpo di serpente e testa umana. Il giorno e la notte erano create dal movimento delle sue ciglia mentre i venti erano il frutto della sua respirazione. Da non confondere con il Drago-Maiale zhulong.
- Chilong ((ZH) ), dragone privo di corna, anche demonio di montagna;

Molto rari invece i casi in cui "long-" viene utilizzato come prefisso:
- Longwang ((ZH) ) celesti governatori dei Quattro Mari;
- Longma ((ZH) ), creatura mitologica che emerse dal Fiume Luo e rivelò il ba gua a Fu Xi.

Alcuni dragoni non presentano invece alcun riferimento alla parola "long":
- Hong ((ZH) ), un dragone a due teste, variante cinese del Serpente Arcobaleno;
- Shen ((ZH) ), un dragone/mostro-marino mutaforma, ritenuto l'origine dei miraggi;
- Bashe ((ZH) ), un dragone-serpente, simile ad un pitone gigante, che si nutre di elefanti;
- Teng ((ZH) ) o Tengshe ((ZH) ; lett. "serpente impennato"), un dragone volante privo di zampe.

Gli studiosi cinesi dirimano questo variegato insieme di creature in diverse classificazioni. L'imperatore Huizong di Song, per esempio, canonizzò le figure dei cinque Re-Dragoni in base al loro colore:
- Dragone Azzurro [Qinglong 青龍], patrono dei sovrani compassionevoli;
- Dragone Vermiglio [Zhulong 朱龍], patrono dei sovrani che elargiscono benedizioni sui laghi;
- Dragone Giallo [Huanglong 黃龍], patrono dei sovrani favorevoli alle petizioni di supplica;
- Dragone Bianco [Bailong 白龍], patrono dei sovrani virtuosi;
- Dragone Nero [Xuanlong 玄龍], patrono dei sovrani che dimorano nelle profondità delle acque mistiche.

Ora, tenendo presente che il Dragone Azzurro è già presente nella nomenclatura dei punti cardinali cinesi (il Si Ling), i Dragoni Vermiglio, Bianco e Nero vanno a sostituire, rispettivamente, l'Uccello Vermiglio (Sud), la Tigre Bianca (Ovest) e la Tartaruga Nera (Nord)

## Il drago cinese nella cultura globale e nei media
Nel manga One Piece di Eiichirō Oda, uno dei più potenti personaggi dell'opera, l'Imperatore Kaido, ha la capacità di trasformarsi in un grande e minaccioso drago cinese; un altro personaggio, il giovane Kozuki Momonosuke possiede anch'egli la medesima abilità, avendo mangiato un frutto del diavolo artificiale.
Nel manga Dragon Ball di Akira Toriyama, Shenron, il drago delle sette sfere del drago, è ispirato alla figura del drago cinese, capace di esaudire un qualsiasi desiderio da parte di chi è stato capace di riunire tutte e sette le sfere e invocando così il drago.
Anche Gyarados, della serie di Pokémon, è chiaramente ispiratato al classico drago cinese. Curiosamente, pur non essendo nel gioco un tipo drago, può comunque imparare mosse di questo tipo, come Ira di Drago, Dragodanza e Tornado.